# Manuais Disney
Os Manuais Disney são um conjunto de séries de livros infantis publicados no Brasil pelo grupo Abril em vários títulos e formatos desde 1971.

## Série original
Em capa dura até 1978, em brochura de 1979 em diante
- 1971 - Manual do Escoteiro-Mirim
- 1971 - Manual do Escoteiro-Mirim (2ª Edição)
- 1972 - Manual do Tio Patinhas
- 1972, dezembro - Manual do Professor Pardal
- 1973 - Manual do Mickey
- 1973 - Manual da Maga & Min
- 1973 - Manual do Peninha
- 1974 - Manual do Zé Carioca
- 1975 - Manual do Gastão
- 1975 - Magirama
- 1976 - 2.º Manual do Escoteiro-Mirim
- 1976 - Manual do Tio Patinhas (2.ª edição revista e atualizada)
- 1976, novembro - Autorama (Manual do Automóvel)
- 1977 - Manual da Vovó Donalda
- 1978 - Manual do Zé Carioca (2ª edição revista e atualizada)
- 1979 - Manual do Escoteiro-Mirim (3ª edição)
- 1980 - Manual dos Jogos Olímpicos
- 1982 - Manual da Copa do Mundo (baseado no Manual do Zé Carioca)
- 1982 - Manual da Televisão
- 1986 - Manual da Copa do Mundo (edição revista e atualizada)
- 1992 - Manual dos Jogos Olímpicos (2ª edição revista e atualizada)

### Fora de série
- 1980 - Supermanual do Escoteiro-Mirim
- 1985 - Biblioteca do Escoteiro-Mirim

### Republicações
- 1988 - Nova Cultural
- 2016 - Editora Abril[2]

## Obras assemelhadas
Outros manuais infanto-juvenis publicados no Brasil que seguem aproximadamente o formato dos manuais Disney:
- Abril
  - Manual do Zé Colméia
  - Manual da Mônica
  - Manual do Espião
  - Manual do Detetive

- Editora Globo
  - Manuais da Turma da Mônica (coleção)

- Ideia Editorial
  - Manual do Super-Herói

- Rio Gráfica Editora
  - Manual de Mágicas do Mandrake
- Editora Melhoramentos
  - Manual de Fotografia
  - Manual de Futebol Dicas do Pelé